# Tavaresia meintjesii
Tavaresia meintjesii är en oleanderväxtart som beskrevs av Robert Allen Dyer. Tavaresia meintjesii ingår i släktet Tavaresia och familjen oleanderväxter. Inga underarter finns listade i Catalogue of Life.